# زبان سلکوپی
زبان سلکوپی زبان مردم سلکوپ در کشور روسیه است که در منطقه سیبری در جواری رود ینی‌سئی و رود اب حدود  1,570 گویشور دارد.

## طبقه بندی زبانی
این زبان یک زبان اورالی است که از شاخه زبان‌های سموئیدی بوده و یک زبان پیوندی می‌باشد. زبان سلکوپی گویش‌های متعددی داشته که توسط مردم سلکوپ بدان تکلم می‌شود. زبان دیگر و نزدیک به زبان سلکوپی زبان کاماسی بوده که هم‌اکنون از میان رفته‌است. مهم‌ترین گویش این زبان گویش تاز می‌باشد که زبان مردمی است که در جوار رودخانه‌ای به همین نام بسر می‌برند.

## آواشناسی
این زبان دارای 25 واکه و 16 همخوان می‌باشد بر اساس گویش تاز می‌باشد.